# سیگویدین

سیگویدین شهری در شهرستان نانورو در استان بولکیمده در بورکینافاسوی غربی مرکزی است جمعیت آن ۳۶۱۵ نفر است.